# Kem (flod)
Kem är en flod i Karelen, avlopp för Kuntosjöarna och andra karelska sjöar och mynnar i Vita havet. Dess längd är 424 kilometer.